# Giuseppe Viganoni
Giuseppe Viganoni (Almenno, 1754 – Bergamo, 30 dicembre 1822) è stato un tenore italiano.
A Venezia ebbe come maestro di canto F. Berzoni nel 1777. Successivamente concluse un'intensa carriera concertistica in Italia e nel resto d'Europa. A Vienna Giovanni Paisiello scrisse per lui il ruolo di Sandrini ne Il re Teodoro di Venezia . Nel 1801 tornò a Bergamo e, dopo essersi ritirato dalle scene, continuò a cantare per alcuni anni nelle chiese della sua città natale. Tra i suoi allievi c'era Domenico Donzelli.